# Ophioidina bonelliae
Ophioidina bonelliae is een soort in de taxonomische indeling van de Myzozoa, een stam van microscopische parasitaire dieren. Het organisme komt uit het geslacht Ophioidina en behoort tot de familie Lecudinidae. Ophioidina bonelliae werd in 1899 ontdekt door Labbe.